# Domléger-Longvillers
Domléger-Longvillers é uma comuna francesa na região administrativa de Altos da França, no departamento de Somme. Estende-se por uma área de 8,91 km². Em 2010 a comuna tinha 305 habitantes (densidade: 34,2 hab./km²).